# Llei de règim jurídic i de procediment de les administracions públiques de Catalunya
La Llei de règim jurídic i de procediment de les administracions públiques de Catalunya és la llei marc del funcionament de les administracions públiques de Catalunya. Derogà parcialment la Llei 13/1989 del Parlament de Catalunya antecedent immediat d'aquesta llei. Va ser aprovada el 3 d'agost del 2010 pel Parlament de Catalunya i fou publicada al Diari Oficial de la Generalitat de Catalunya el 5 d'agost de 2010 amb correccions publicades el 20 de setembre del mateix any. Llevat excepcions estipulades en les disposicions finals entrarà en vigor el 3 de novembre de 2010. La llei atribueix al Govern de Catalunya la capacitat de desenvolupar la llei mitjançant reglaments.
En el preàmbul de la llei diu que l'article 159.1 de l'Estatut d'autonomia atorga a la Generalitat, en matèria de règim jurídic i procediment administratiu, la competència per a regular les normes de procediment administratiu que derivin de les particularitats del dret substantiu de Catalunya o de les especialitats de l'organització de la Generalitat i que també segons l'article 160.1 de l'Estatut d'autonomia, correspon a la Generalitat la competència exclusiva en matèria de règim local, que, respectant el principi d'autonomia local, inclou el règim de les relacions entre les institucions de
la Generalitat i els ens locals, i també les tècniques d'organització i de relació per a la cooperació i la col·laboració entre els ens locals i entre aquests i l'Administració de la Generalitat, incloent-hi les diverses formes associatives, mancomunades, convencionals i consorciades.
La Llei s'estructura en nou títols, quinze disposicions addicionals, una disposició transitòria, dues disposicions derogatòries i sis disposicions finals.

## Text complet
- Parlament de Catalunya «LLEI 26/2010, del 3 d'agost, de règim jurídic i de procediment de les administracions públiques de Catalunya» (htm o pdf). Diari Oficial de la Generalitat de Catalunya, núm. 5686, 05-08-2010, pàg. 69079-61261 [Consulta: 10 octubre 2010].